# 日倉士歳朗

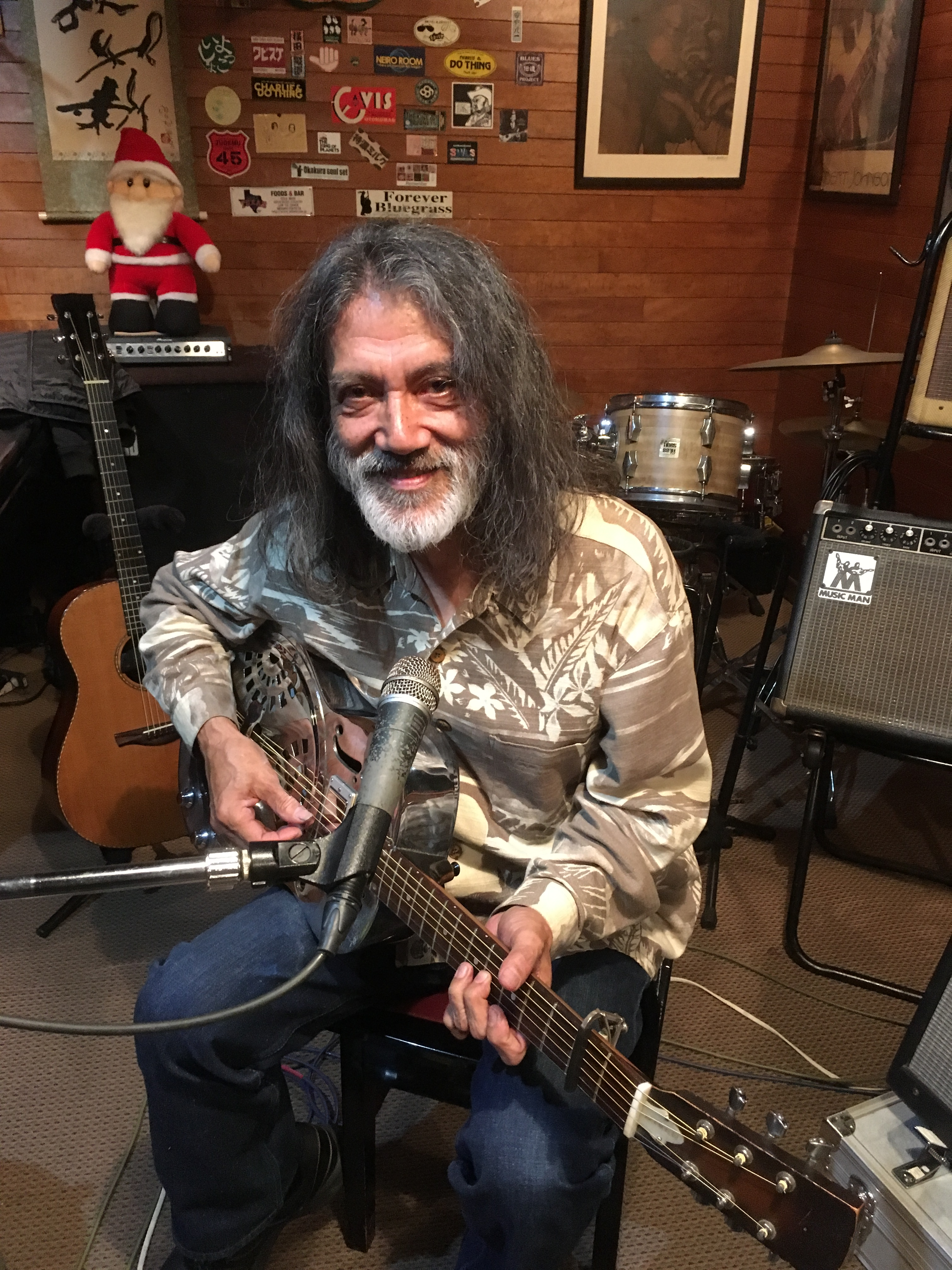

日倉士 歳朗（ひぐらし としろう、1952年4月25日 - 2021年1月9日）は、日本の音楽家。ボーカル、ギター、スライドギター、ラップスティール・ギター、マンドリンなどの演奏者。

## 略歴
- 1976年
  - BOB'S FISH MARKETに、ギタリストとして参加。
- 1979年
  - アルバム「BOB'S FISH MARKET」（ビクター）を発表。
  - アルバムの中の「のっぺらぼう」が後に、久保田麻琴と夕焼け楽団のアルバムにて取り上げられる。
- 1981 - 1983年
  - バンド解散後、井上憲一 (ex.サンディー&ザ・サンセッツ)とのデュオ、敦賀隆 (ex. BOB'S FISH MARKET)のツアーバンド等、不定期なライヴ活動を続ける。
  - ブレッド&バターほか多くのシンガーたちのサポートやCM、スタジオワークをこなす一方、カントリーブルースや種々の音楽を聴き漁る。
- 1986 - 1988年
  - バッキングテープを使ったワンマンバンドスタイルでの活動を開始。サンディー&ザ・サンセッツのオープニングアクト等を務めた後、1988年サポートメンバーを加え、本格的なソロパフォーマンスをスタート。
- 1990年
  - 久保田麻琴らの助力を得て、ソロデビューアルバム「I'm Slidin'」（アルファエンタープライズ）を発表。
- 1991年
  - 鬼頭径五のアルバム「アネモネ」への参加を機にライブサポートを務める。
- 1994年
  - Mooney、テツ、石川二三夫、YONOとジャグバンドMAD-WORDSをスタートさせる。
- 1995年
  - ソロ、ベーシスト甲田賢一とのデュオ、様々なアーティストとセッションなど多彩な活動に加えて数々のレコーディングにも参加。
- 1996年
  - 4月、MAD-WORDS 1st アルバム「HEY! MAD-WORDS」（日本晴レコーズ）発売
- 1997年
  - 2月、古澤良治朗プロデュース“坂田 明バースデイライヴ”に参加。これを機に、古澤の企画による様々なイヴェントに参加することになる。
  - 11月、MAD-WORDS 2nd アルバム「BACK! BACK! BACK!!」（日本晴レコーズ）発売。
  - 12月、日倉士歳朗 ソロ2nd アルバム「JUNGLE SWINGIN'MAN[2]」（日本晴レコーズ）発売。
- 1998年
  - 1月、日倉士歳朗 & SWAMP SOUL BROTHERS、下北沢 CLUB QUEでワンマンライヴ。
    - メンバーは伊東ミキオ(key)、高木克(G)、入江修哉(B)、原田兼也(Dr)。

  - 映画「大往生」のサウンドトラックレコーディング（古澤良治朗プロデュース）に参加。
- 1999年
  - 5月、丹菊正和と共に、横浜Thumb's UpにてDAVID LINDLEY & WALLY INGRAMと共演。
  - 10月、丹菊正和のパーカッションをフィーチャー、入江修哉(B)をゲストに迎え、日倉士歳朗ソロ3rdアルバム「DANCE IN MY KITCHEN[3]」（日本晴レコーズ）発売
  - 12月、青山CAYにてKELLY JOE PHELPSと共演。
- 2000年
  - 4月、MAD-WORDS 3rd アルバム「未来のとけい」（日本晴レコーズ）発売。
  - 3月より日倉士歳朗 & 丹菊正和、沖縄・石垣島を含む32ヶ所の全国ツアー。
- 2001年
  - 5月 - 8月、日倉士歳朗 & 丹菊正和で東京、九州、長野での野外イヴェントをこなし東北、北海道ツアー。
- 2002年
  - 1月、日倉士歳朗 & 丹菊正和レコーディング開始。
  - 3月8 - 10日、岡本芳一（人形師）と古澤良治朗のコラボレーション「陽炎」に参加。
  - 4月17日、日倉士歳朗 & 丹菊正和 アルバム「DOUBLE-EDGED!!」（日本晴レコーズ）発売。DAVID LINDLEY & WALLY INGRAM と横浜Thumb's Upにて共演
  - 5月 - 、日倉士歳朗 & 丹菊正和 西日本・九州ツアー。7月以降、東北・北海道ツアー。
- 2003年
  - 9月28日、MAD-WORDS 4thアルバム「MAD-WORDS BEST!!」リリース（日本晴レコーズ）
- 2005年
  - 5月15日、日倉士歳朗&佐藤克彦 アルバム「海風[4]」発売（日本晴レコーズ）
- 2006年
  - 11月1日、オムニバスアルバム「LAZY CURRENTS for your soul」に2曲参加（KONAMI）。
- 2009年
  - 5月17日、ソロ4thアルバム「STEEL MADE[5]」発売（日本晴レコーズ）。
- 2020年
  - 12月、CDシングル「message」を発表。
- 2021年1月9日
  - 2年間に及ぶ闘病生活の末、68歳で永眠。

## 主なレコーディング参加アルバム
- 鈴木結女 「NOW IS THE TIME」（メディア・レモラス）
- 大槻ケンヂ 「I STAND HERE FOR YOU」（MCAビクター）
- バンバンバザール 「できました」 （日本晴レコーズ）
- エージ&テツ 「月とすっぽん」 （日本晴レコーズ）
- 朝日美穂 「APEIRON」高橋健太郎プロデュース （Pi Records）
- サンディー 「SANDIIS HAWAII」（ボンバ・レコード）
- Mooney「晴れた夜」（日本晴レコーズ）
- 西岡恭蔵プロデュース 「KUROちゃんをうたう」 （ミディ）
- ハリー と マック 〈細野晴臣&久保田麻琴〉「ロード・トゥ・ルイジアナ[6]」 （Epic/Sony Records）
- TOKU「TOKU LIVE AT HIDEAWAY[7]」（日本晴レコーズ）
- キャプテンファンク 「Songs of The Siren」（メディアファクトリー）
- AKAGI「歩いた数だけ」（日本晴レコーズ）